# Google アラート
Google アラート（Google Alerts）は、Googleが提供するサービスであり、ユーザーが選択したウェブやニュースの更新に関して電子メールまたはフィード（RSS）で通知する。

## 概要
Googleが提供するアラート検索は現在、ニュース、ウェブ、ブログ、総合、動画、グループの6種類（日本語版では動画は無い）である。「ニュース」アラートでは、指定したキーワードでのGoogle ニュースの検索結果の上位10件に新規ニュース記事が現れた場合にメールを送信する。「ウェブ」アラートでは、通常のGoogleの検索の上位20件に新たなウェブサイトが登場したときにメールを送信する。「総合」アラートでは、上述したニュースかウェブのどちらかが条件を満たしたときにメールを送信する。「グループ」アラートでは、指定したキーワードでのGoogleグループの検索結果の上位50位に新たな投稿が登場したときにメールを送信する。
Googleアラートでは、検索結果をチェックする頻度をユーザーが指定できる。この場合選択できるのは、「1日1回」、「1週間に1回」、「その都度」である。これらの選択肢は必ずしもアラートを受け取る頻度を制御するとは限らない。例えば「1日1回」とした場合、アラートメールは最大でも1日に1回しか届かない。「その都度」とした場合、検索結果によっては1日に何度もアラートメールが届く。
Googleアラートの送信するメールはHTML形式とテキスト形式がある。英語版では2008年10月からRSSのフィード形式でもアラートを受け取れるようになった。